# Shay Jordan
Shay Jordan és una actriu pornogràfica estatunidenca. Nascuda a les Filipines el 17 de novembre de 1985, es va mudar a Hawaii, on va viure amb els seus cosins, els quals servien a la Marina dels Estats Units, així que es mudaven sovint, fins que es van establir en Sant Diego, Califòrnia quan Jordan encara era jove. Va anar a escola d'Art Culinari de Sant Diego, on va estudiar francès i Cuina Asiàtica. Jordan és meitat filipina, meitat alemanya.
Va començar la seva carrera en la indústria fent modelatje despullada, i després va començar a aparèixer en escenes lèsbiques sola mentre treballava en una agència. Després d'uns mesos, va sortir de les pel·lícules lèsbiques, ja que va sentir que podia crear millors escenes amb homes. Com sigui, solament volia fer escenes heterosexuals si podia aconseguir un contracte amb una companyia de pel·lícules. La seva primera escena heterosexual va ser per a la companyia Digital Playground, amb qui després va signar un contracte a l'agost de 2006. La seva primera escena amb aquesta companyia va ser amb l'actor Scott Nails en la pel·lícula Control 4, estrenada a la fi del 2006.
Jordan és una àvida cuinera i ha declarat que eventualment li agradaria obrir el seu propi restaurant. S'ha descrit a si mateixa com bisexual.

## Premis
- 2007 Premis NightMoves – Millor Nova Actriu[7]
- 2009 Premi AVN – Millor escena en grup femenina – Cheerleaders[8]